# Колаген
Колаген је јак и дугачак молекул (300nm, пречника 1,5nm), карактеристичан за животиње, који чини чак 25% свих протеина организма сисара.
Колаген се ствара у цистернама гранулисаног ендоплазматичног ретикулума као проколаген. Проколаген је изграђен од три левогира полипептидна ланца, који су међусобно десногиро увијени и стабилизовани водоничним везама, са слободним крајевима. Када се дејством ензима уклоне крајеви, добија се структурна јединица колагена звана тропоколаген. У екстрацелуларном матриксу јединице тропоколагена се спонтано удружују у издужена влакна колагена.
Постоји 28 типова колагена, описаних у литератури. Најзаступљенији је колаген I, који чини основна влакна везивног ткива. Поред њега чести су колаген II, III и IV. Колагена влакна су главна структурна компонента екстрацелуларног матрикса, за коју се везују друге структуре (еластин, протеогликани, адхезивни протеини екстрацелуларног матрикса), али влакана има и у неким ћелијама. Јако је важан у хрскавици, лигаментима, тетивама, костима, зубима, омогућава затегнутост коже и крвних судова. Присутан је и као кристалин у очном сочиву.

## Галерија
- Како се дебљина колагенских влакана у ожиљном ткиву повећава, њихова боја се мења од зелене до жуте до наранџасте
- Колагено влакно  изгледа светло или тамно у зависности од њихове оријентације у односу на поларизационе филтере - стога се организација ткива може на основу овога квантификовати.
- Слично, овоме је слика хематоксилина који се користи за бојење таласастог колагена.